# Браное Поле
Бра́ное По́ле (укр. Бране Поле) — село, входит в Белоцерковский район Киевской области Украины.
Население по переписи 2001 года составляло 689 человек. Почтовый индекс — 09731. Телефонный код — 4561. Занимает площадь 2,3 км². Код КОАТУУ — 3220680701.
Через село проходит автомобильная дорога регионального значения: Киев — Фастов — Белая Церковь — Тараща — Звенигородка, -Р-04.
Неподалёку от села расположен заповедник местного значения «Турчин лес» площадью 327 га, созданный решением исполкома Киевского областного Совета народных депутатов № 574 от 19.08.1968 г.

## История
Браное Поле — село древнего происхождения. Его название связано с историческими событиями XVI—XVII вв. В 1594—1596 гг. в ходе Восстания Наливайко в этой местности прошли Битва под Белой Церковью и Битва под Острым Камнем между крестьянско-казацкими отрядами под началом предводителя Северина Наливайко и польской шляхтой, а в 1637 году — между крестьянско-казацким войском во главе с П. Бутом и К. Скиданом и польской шляхтой. У села есть курган, который называется «Могила казацкого сына».
В XIX веке село Бранное Поле было в составе Медвинской волости Каневского уезда Киевской губернии. В селе была Степановская церковь.

Церковь деревянная во имя первомученика Архидиакона Стефана, построенная в первой половине прошлого века, как можно судить по антиминсу, выданному 1751 году и в церкви сохранившемуся. Униаты не владели этой церковью, как видно из заметки, в 1796 году в клировых ведомостях сделанной. Отчего при ней в прошлом веке, погребено много православных священников, не желавших принять еретической унии и с разных мест сюда сходившихся, чтобы умирать при православной церкви. По ньшешним штатам церковь причислена к 7-му классу; земли имеет 70 десятин, по презенте князя Станислава Любимирского 1749 года
— Похилевич Л. И.. Сказания о населенных местностях Киевской губернии, 1864 г.
После Февральской революции 1917 года в селе произошли погромы помещицких усадеб и хозяйств. Было разорено имение Браницких в Турчином лесу. В 1919-22 гг. Бранное Поле пребывало в составе Украинской Народной Республики, в области украинской революции (1917—1921) гг.. и стихийных антибольшевицких восстаний : в частности, в 1920-21 гг. в село делали вылазки повстанцы «Медвинской республики», уничтожали мобилизационные карточки, отбирали хлеб продразвёрстки. В январе 1921-го в селе ими были убиты большевики А. М. Хаврюк и К. А. Кучеренко. Осенью 1922 года село было окончательно оккупировано Красной армией. В скором времени была проведена коллективизация и репрессии.
В первые месяцы 1931 года большинство селянских хозяйств были объединены в артель им. Воровского. В 1932-33 гг.., во время спровоцированного властями голодомора, умерло по меньшей мере 247 жителей села. На волне сталинских репрессий были репресованы бранепольськие учителя Брухаль Дмитрий Григорович та Клымъюк Дмитрий Григорович.
23 июля 1941 года в Бранное Поле вошли немецкие войска: 17 армия и 1-я танковая армия под командованием генерал-полковника Эвальда фон Клейста в составе группы армий "Юг" Вермахта уничтожала крупные соединения Юго-Западного фронта Красной армии в Центральной Украине. Противостоявшие им 6-я армия и под командованием генерал-лейтенанта Ивана Музыченко и 12-я армия под командованием генерал-майора Павла Понеделина не смогли отразить наступление и вскоре были окружены. Оба военачальника попали в немецкий плен после битвы под Уманью и были освобождёны только в 1945 году американскими военными. Впоследствии Музыченко был восстановлен в звании, а Понеделин расстрелян в СССР как изменник, критиковавший в своём дневнике репрессии 1937-38 годов (после смерти Сталина реабилитирован).
27 января 1944-го Бранное Поле повторно занято Красной армией, а именно — пехотинцами 180 Киевской стрелковой дивизии под командованием Кузьминова Н. Я. и танковой частью генерал-лейтенанта Кравченко. С 28 января по 28 февраля 1944 года в селе находился Командный пункт 27 армии под командованием Героя Советского Союза генерал-лейтенанта С. Г. Трохименко.

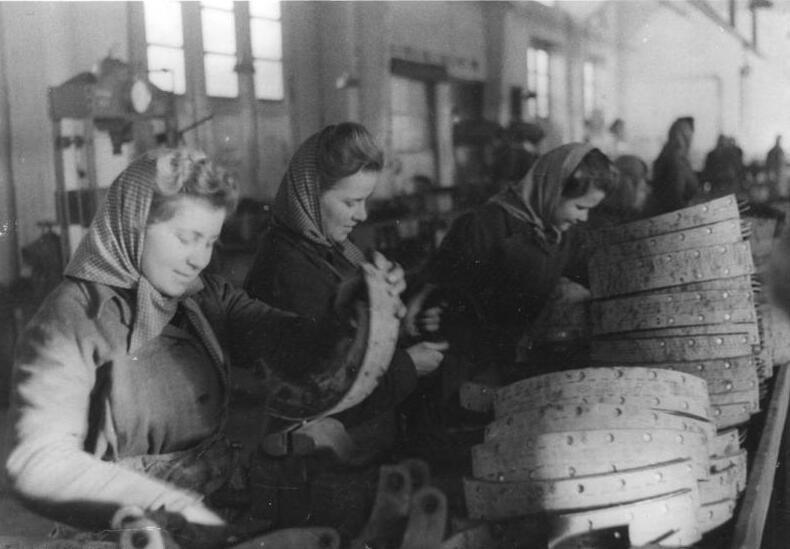
Работницы в Германии

В годы Второй мировой войны в рядах Красной армии погибли более 130 браннепольчан. 104 человека забрали в нацистская Германия как остарбайтеров для эксплуатации в сельском хозяйстве, строительстве, металургии и в качестве нянь. За мужество, проявленное в Великой Отечественной войне, 91 жителя Бранного Поля наградили орденами и медалями СССР. На территории села в 1958 году была возведена братская могила воинов Советской Армии и памятник погибшим воинам-односельчанам.
По сведениям сотрудников музея истории Корсунь-Шевченковской битвы, историка Владимира Белинского и некоторых старожилов якобы по приказу маршала И.Конева в селе был похоронен немецкий генерал-лейтенант Вильгельм Штеммерман, который погиб во время проведения Красной армией Корсунь-Шевченковской операции) (согласно официальной версии он был похоронен в отдельной могиле у села Журжинцы, откуда впоследствии его прах перевезли в Германию).
По состоянию на 01.01.2025 года население села составляло 472 человека.

## Школа
История:
Практически во всех населенных пунктах Богуславщины (даже в самом Богуславе) развитие школ стартовал из одной школы, то в Свято — Стефанивский прихода с. Бранные Поля. В ту пореформенную эпоху были созданы сразу две школы. Документ, датированный 1862 годом, свидетельствует, что
«при сей церкви состоит два сельского приходских училища: а) Первое — заведенное с 1859 года Местным священником Александром Буйницким и в оном обучаются 20 мальчиков и 18 девочек. Б) Второе — заведенное тем же священником с 1862 года в октябре месяце и в оном обучаются 30 мальчиков и 1 девочка под непосредственным руководством священника Буйницкого. Содержание ни от кого не получается»
Например, в следующем 1863 году священник активно участвовал в раскрытии планов польских повстанцев а именно, прислал киевскому губернатору образцы обращений руководства восстанием. Об этом донесли императору Александру II и царь лично распорядился наградить священника особой серебряной медалью на ленте с цветами государственных цветов.
Современная школа:
Бранепольський учебно-воспитательный комплекс — это «Общеобразовательная школа I—II степеней — детский сад» Богуславской районного совета Киевской области, зарегистрирован в ЕГРПОУ 18.06.1996 г., Идентификационный код 25300393. В учебно-воспитательном комплексе учится и воспитывается 72 ребёнка: учится 48 учеников (в том числе начальная школа 21 ученик, базовая школа 27 учеников) и 24 воспитанников детского сада. Работает 14 педагогических работников и ещё 3 по совместительству.
- См.Официальный сайт